# 岩村透
岩村 透（いわむら とおる、明治3年1月25日〈1870年2月25日〉 - 大正6年〈1917年〉8月17日）は、明治後期から大正期の日本の美術批評家。東京美術学校教授。

## 経歴
東京小石川区生まれ。岩村家は土佐藩家老（宿毛領主）伊賀家の家臣で、父・岩村高俊は後に佐賀県令、愛媛県令、福岡県知事、貴族院議員などを務め、男爵となった。母・音瀬。
透は慶應義塾幼稚舎、同人社（中村正直の塾）、東京英和学校（後の青山学院）と進むが中途退学。1888年にアメリカに渡り、キングストンのワイオミング・セミナリーおよびニューヨークのナショナル・アカデミー・オブ・デザインで、絵画と美術批評を学んだ。この頃アメリカに本多庸一もいてお互いに親交を深めた。ラスキンやハマトンの影響を受け、美術批評家を志す。1891年にロンドン、パリと移り、アカデミー・ジュリアンで学ぶ。パリ滞在中に黒田清輝らと交友を持った。1892年にイタリア各地の美術を見て回った後、帰国。
1893年、母校・東京英和学校の図画・英語教師となり、この頃から本格的な美術批評を開始。1894年、明治美術学校で西洋美術史を講義。1896年黒田清輝が創立した白馬会に参加した。
1899年、東京美術学校の講師となり西洋美術史を担当（小倉に赴任した森鷗外の後任）、1903年教授に就任。この間、1900年のパリ万博を見学、「巴里の美術学生」（1901年、新聞『二六新報』連載、1902年刊）がベストセラーとなり、自由闊達な講義や活動で、美校に清新な気風をもたらした。1904年のセントルイス万博では美術部審査官を務め、彫刻や工芸にも批評の幅を広げる。アメリカからヨーロッパ諸国を訪問。1906年に父が亡くなると男爵位を襲爵した。1910年以降、森鴎外の勧めにより慶應義塾で西洋美術史を講義した。
1909年から編集者・坂井犀水と共に雑誌『美術新報』の誌面を刷新する。多くの評論を執筆し、世界各地の印象派の動向を伝え、日本国内の新しい装飾芸術運動を支持した。さらに1913年、雑誌『美術週報』を自ら創刊、美術行政に関する様々な提言を行う。工芸や建築にまで及ぶ多ジャンルの制作家たちの共働をめざし、1913年には国民美術協会（初代会頭は建築家・中條精一郎）の設立に尽力した。1914年、美術学校を休職し、私費でヨーロッパに4回目の外遊。このときロダンと会見した。また、ロンドンでルイージ・ルッソロの未来派音楽の演奏を聴いてレポートを残している。この外遊では英・仏の美術界の要人たちと面会し、見識を深めた。
第一次世界大戦が勃発したため予定を早めて帰国した後、美術学校への復職が認められなかった。理由については不明だが、自由主義的な思想が危険視されたためと考えられている。まもなく「美術学校改革運動」が起こると、正木直彦校長を厳しく批判した。この間、持病の糖尿病が悪化して療養生活に入り、1917年に逝去。岩村の墓は、神奈川県三浦市三崎の本瑞寺にあり、同寺に1930年に県立された銅像は、朝倉文夫の作である。没後、その先駆者の早すぎる死を惜しみ、多くの追悼行事が行われた。

## 主な著書・翻訳
- 芋洗生記『巴里之美術学生、他に美術談二』画報社、1903年1月。[3]。
- 『芸苑雑稿』画報社、1906年5月。全国書誌番号:40069579。
- A・フロシンガム著、岩村透訳編『西洋美術史要　第五編　伊太利建築之部』画報社、1911年2月。
- 『美術と社会』趣味叢書発行所・趣味之友社〈趣味叢書 第12篇〉、1915年12月。全国書誌番号:43016913。[4]
- 宮川寅雄 編『芸苑雑稿 他』平凡社〈東洋文庫 182〉、1971年3月。全国書誌番号:75041113。
  - 『芸苑雑稿 他』宮川寅雄解説、ワイド版平凡社東洋文庫、2003年9月。全国書誌番号:22870914。

収録：巴里の美術学生、芸苑雑稿（初集）、芸苑雑稿（2集）、美術と社会

## 主要文献
- 田辺徹『美術批評の先駆者、岩村透 ラスキンからモリスまで』藤原書店、2008年12月。ISBN 9784894346666。
- 今橋映子『近代日本の美術思想：美術批評家・岩村透とその時代』白水社（上下）、2021年[5][6]

## 関係コレクション
- 台東区立朝倉彫塑館岩村文庫：岩村の弟子で彫刻家の朝倉文夫が、岩村没後にその蔵書であった洋書約1700冊を買い取って保管している文庫[7][8][9]。
- 東京藝術大学図書館所蔵 岩村関係資料[10]
- 本瑞寺所蔵岩村文庫：神奈川県三浦半島三崎にある岩村の墓地のある寺院に、坂井犀水により創設された文庫。岩村の著書や関係者の美術作品を所蔵している[11]。

## 註
1. 1 2  今橋映子『近代日本の美術思想. 下』白水社, 2021, 巻末資料「岩村透主要年譜」
2. ↑  本瑞寺に存する岩村透の墓の設計者は不明である。
3. ↑  国立国会図書館デジタルコレクション 2022年3月25日閲覧。
4. ↑  NDLデジタルコレクション 2022年3月25日閲覧。
5. ↑  NDL 上 2022年3月25日閲覧。
6. ↑  NDL 下 2022年3月25日閲覧。
7. ↑  朝倉彫塑館を歩く|文化探訪 2022年3月25日閲覧。
8. ↑  朝倉彫塑館 2022年3月25日閲覧。
9. ↑  今橋. 上 pp94-111
10. ↑  今橋. 上 pp164-168
11. ↑  今橋. 下 pp479-498